# Mosjön (Grundsunda socken, Ångermanland)
Mosjön är en sjö i Örnsköldsviks kommun i Ångermanland och ingår i Gideälven-Idbyåns kustområde. Sjön är 8,7 meter djup, har en yta på 0,583 kvadratkilometer och befinner sig 38 meter över havet.

## Delavrinningsområde
Mosjön ingår i det delavrinningsområde (702573-166308) som SMHI kallar för Mynnar i havet. Medelhöjden är 40 meter över havet och ytan är 13,15 kvadratkilometer. Räknas de 5 avrinningsområdena uppströms in blir den ackumulerade arean 29,69 kvadratkilometer. Avrinningsområdets utflöde Flärkån mynnar i havet. Avrinningsområdet består mestadels av skog (64 procent) och jordbruk (14 procent). Avrinningsområdet har 0,58 kvadratkilometer vattenytor vilket ger det en sjöprocent på 4,4 procent.